# لیک لوتاوانا (میزوری)
لیک لوتاوانا (به انگلیسی: Lake Lotawana) یک شهر در ایالات متحده آمریکا است که در شهرستان جکسون، میزوری واقع شده‌است. لیک لوتاوانا ۲۹٫۲۴ کیلومتر مربع مساحت و ۱٬۹۳۹ نفر جمعیت دارد و ۲۷۳ متر بالاتر از سطح دریا قرار دارد.